# 8568 Larrywilson
A 8568 Larrywilson (ideiglenes jelöléssel 1996 RU2) a Naprendszer kisbolygóövében található aszteroida. A NEAT program keretében fedeztetett fel 1996. szeptember 10-én.